# Manigoto
Manigoto ist eine Gemeinde (Freguesia) im portugiesischen Kreis Pinhel. In ihr leben 150 Einwohner (Stand 19. April 2021).